# Walter T. Colquitt
Walter T. Colquitt (Halifax megye, 1799. december 27. – Macon, 1855. május 7.) az Amerikai Egyesült Államok szenátora (Georgia, 1843–1848).